# HTMS Naresuan (FFG 421)
HTMS Naresuan (FFG 421) (tiếng Thái: นเรศวร), được đưa vào hoạt động vào năm 1995, là một phiên bản sửa đổi của Trung Quốc thực hiện theo thiết kế Lớp tàu khu trục hạng nhẹ Kiểu 053, giữa Hải quân Hoàng gia Thái Lan và Trung Quốc nhưng được đóng bởi Tổng công ty Đóng tàu Trung Quốc ở Thượng Hải. Nó cùng tàu cùng loại là HTMS Taksin được giao vào tháng 11 năm 1995. Con tàu này có giá 2 tỷ bạt mỗi chiếc, thấp hơn nhiều so với giá 8 tỷ Bạt cho các tàu khu trục được chế tạo từ phương Tây.
Khi Thái Lan ra lệnh cho bốn tàu khu trục 053 mới vào năm 1990, Trung Quốc đã chế tạo chúng cho tiêu chuẩn mới nhất 053H2 (Jianghu III). Hai chiếc được sửa đổi với sàn trực thăng ở mặt sau. Mặc dù giá tốt (mỗi chiếc 2 tỷ baht, so với 8 tỷ baht đối với các tàu phương Tây), Hải quân Thái Lan phàn nàn về các vấn đề chất lượng. Các vấn đề về nội thất đã được phản ánh và phải sửa chữa. Hệ thống kiểm soát thiệt hại của trận đánh của tàu rất hạn chế, với hệ thống chống cháy kém và khóa chặt nước. Người ta nói rằng nếu vỏ tàu bị phá vỡ, tàu sẽ ngập nhanh và sẽ dẫn đến mất tàu. Hải quân Thái Lan đã phải mất rất nhiều thời gian và nỗ lực để sửa chữa một số vấn đề này.
Những lời chỉ trích khắc nghiệt dẫn đến nhiều cải tiến trong ngành công nghiệp đóng tàu của Trung Quốc. Vào giữa những năm 1990, Hải quân Thái Lan đã tự tin đặt hàng hai chiếc thân rộng 053 (F25T), sau đó đặt tên là HTMS Naresuan và HTMS Taksin, để trang bị động cơ và hệ thống vũ khí của phương Tây.
Vào ngày 3 tháng 6 năm 2011, Saab thông báo rằng nó đã được trao một hợp đồng để nâng cấp hai tàu khu trục lớp Naresuan.